# كيربي بليس بلانتون
كيربي بليس بلانتون (بالإنجليزية: Kirby Bliss Blanton)‏ هي ممثلة أمريكية، ولدت في 24 أكتوبر 1990 بذا وودلاندز في الولايات المتحدة. بدأت مشوارها المهني سنة 2004.

## أعمال

### أفلام
- (2012) المشروع إكس
- (2013) الجحيم الأخضر
- (2018) ديث وش

## وصلات خارجية
- كيربي بليس بلانتون على موقع IMDb (الإنجليزية)
- كيربي بليس بلانتون على موقع قاعدة بيانات الفيلم (الإنجليزية)